# Daniel Doujenis
Daniel Doujenis (* Juli 1964 in Wien) ist ein griechisch-österreichischer Schauspieler.

## Leben
Daniel Doujenis, Sohn eines griechischen Vaters, übersiedelte im Alter von fünf Jahren mit seiner Familie nach Griechenland. Dort besuchte er die deutsche Schule in Athen und legte 1983 dort das deutsche Abitur ab. Danach kehrte er in seine Geburtsstadt Wien zurück.
Von 1986 bis 1990 erfolgte sein Schauspielstudium an der Hochschule für Musik und Darstellende Kunst in Graz, das er als Magister Artium mit Auszeichnung abschloss.
Anschließend hatte er verschiedene Theaterengagements an Bühnen in Deutschland, u. a. am Theater an der Ruhr in Mülheim, an den Städtische Bühnen Augsburg, am Stadttheater Hildesheim, am Schauspiel Frankfurt und am Schauspielhaus Düsseldorf. In Deutschland trat er u. a. als Peer Gynt, Amphitryon, Marinelli (Emilia Galotti) und als George Garga (Im Dickicht der Städte) auf. Er gastierte in dieser Zeit auch bei internationalen Theater- und Kulturfestivals in Bogotá, Kairo, im ehemaligen Jugoslawien (Belgrad) und im Iran.
Von 2000 bis 2008 war Doujenis festes Ensemblemitglied am Schauspielhaus Graz, wo er u. a. Tellheim, Tartuffe, Lenz, Leicester und Othello spielte.
Seit der Spielzeit 2008/09 ist er freiberuflich als Schauspieler und als Regisseur tätig. Er gastierte seither u. a. am Stadttheater Klagenfurt (u. a. Zettel in Ein Sommernachtstraum, Spielzeit 2009/10 und Delamarche/Schubal in Amerika, Spielzeit 2010/11) und am Landestheater Linz (Spielzeit 2008/09, als Michel in Houellebecqs Elementarteilchen).
2012 spielte er im „Drama Graz“ den Dealer in Bernard-Marie Koltès’ Zwei-Personen-Stück In der Einsamkeit der Baumwollfelder. In der Spielzeit 2012/13 war er am Opernhaus Graz in der Rolle des „souveränen, geschmeidigen Moderators“ Luigi in der Operette Gasparone zu sehen. In der Spielzeit 2018/19 trat er dort in der Operette Polnische Hochzeit von Joseph Beer auf.
Als Theaterregisseur inszenierte er u. a. am Kinder- und Jugendtheater Next Liberty in Graz und am Schauspielhaus Graz.
Daniel Doujenis wirkte auch in einigen deutschen und österreichischen Kino- und Fernsehproduktionen mit. Er drehte u. a. mit Kai Wessel, Jakob M. Erwa, Marie Kreutzer und Peter Sämann. In der 8. Staffel der TV-Serie SOKO Kitzbühel (2009) übernahm er, an der Seite von Sylvia Leifheit und Raphael von Bargen, eine der Episodenrollen als arroganter, unsympathischer Verlagslektor Gerd Fuhrmann.
Doujenis trat wiederholt mit eigenen literarischen Programmen und Lesungen (u. a. bei der Styriarte und im Literaturhaus Graz) hervor. 2019 präsentierte er im „Artists“ (ehemaliges Drama Graz) in Graz sein musikalisch-literarisches Projekt über Leonard Cohen.
Seit 2000/01 ist er an der Kunstuniversität Graz in der Abteilung Schauspiel als Dozent („Senior Lecturer“) für die Fächer „Dramatischer Unterricht“ und „Rollengestaltung“ tätig.
Doujenis ist Vater von drei Töchtern und lebt in Graz.

## Filmografie (Auswahl)
- 2006: Spreewaldkrimi: Das Geheimnis im Moor (Fernsehreihe)
- 2006; 2009: SOKO Kitzbühel (Fernsehserie, zwei Folgen)
- 2007: Heile Welt (Kinofilm)
- 2011: Die Vaterlosen (Kinofilm)
- 2011: Der Winzerkrieg (Fernsehfilm)
- 2013: Karl der Große (Fernsehserie)
- 2017: The Morgenstern & Boyd Trilogy (Kinofilm)
- 2018: Erbe Österreich: Ein Leben für die Steiermark – Die Czernys und das Werden des Landes (Dokuserie)

## Hörspiele (Auswahl)
- 1996: Jim Menick: Lingo (Subramanian) – Regie: Holger Rink (Hörspielbearbeitung – WDR)
- 1997: Kaca Celan: Woyzeck von Sarajewo (Regisseur) – Regie: Roberto Ciulli (Original-Hörspiel – WDR)